# The Good Witch's Charm - L'incantesimo di Cassie
The Good Witch's Charm - L'incantesimo di Cassie (The Good Witch's Charm) è un film TV del 2012 diretto da Craig Price.
Il film è il seguito di The Good Witch's Family - Una nuova vita per Cassie e il quinto capitolo del media franchise The Good Witch.

## Trama
Cassie Russell è tornata ai suoi modi ammalianti, ma questa volta sta dividendo il suo tempo con una figlia appena nata e il suo lavoro come sindaco della città . Con un programma così intenso, lei e suo marito, lo sceriffo Jake Russell , non dormono molto. Sperando in una pausa, Cassie organizza una vacanza tanto necessaria con la sua nuova famiglia. Ma le cose vanno storte quando un'ondata di criminalità si diffonde in città e un giornalista investigativo cerca di rovinare l'immagine di Cassie dopo che un video della sua scomparsa magica è apparso su Internet. Supportata dalla sua famiglia e dai suoi amici fedeli, Cassie deve fare affidamento sul suo fascino caratteristico per porre fine ai guai prima che distruggano completamente la città e la sua reputazione.

## Distribuzione
Il film è stato trasmesso in Canada su Hallmark Channel il 27 ottobre 2012; in Italia è stato trasmesso su Rai 2 il 30 dicembre 2011.